# Anapausis cismarina
Anapausis cismarina är en tvåvingeart som beskrevs av Mcatee 1921. Anapausis cismarina ingår i släktet Anapausis och familjen dyngmyggor.
Artens utbredningsområde är Virginia. Inga underarter finns listade i Catalogue of Life.